# Kentarō Yabuki
Kentaro Yabuki (矢吹 健太朗 Yabuki Kentarō, 4 de febrero del 1980) es un mangaka japonés. Su mentor es Takeshi Obata, el dibujante de Death Note, Hikaru no Go y Bakuman.[cita requerida]
Es conocido principalmente por ser el ilustrador y creador de Black Cat y a la vez por ser el cocreador de To Love-Ru junto a Saki Hasemi,hace poco terminó de serializar y cancelar la secuela de esta última con el nombre de To Love-Ru Darkness bajo el guion de Saki Hasemi, luego de haber finalizado To Love-Ru por problemas personales. En diciembre de 2017, fue anunciado como el artista responsable de llevar a cabo la adaptación al manga de la serie de anime Darling in the Franxx.
En junio de 2020, Kentaro Yabuki empezó a publicar un nuevo manga en la Weekly Shōnen Jump, titulado Ayakashi Triangle.

## Trabajos
| Serie                      | Año       | Notas          |
| -------------------------- | --------- | -------------- |
| Yamato Gensōki             | 1998      | Creador y Arte |
| Jigen Bakuju               | 1999      | Arte           |
| Black Cat                  | 2000-2004 | Creador y Arte |
| Trans Boy (One Shot)       | 2004      | Creador y Arte |
| To Love-Ru                 | 2006-2009 | Arte           |
| Futagami☆Double (One Shot) | 2009      | Creador y Arte |
| Mayoi Neko Overrun!        | 2010      | Arte           |
| To Love-Ru Darkness        | 2010-2017 | Arte           |
| Darling in the Franxx      | 2018-2020 | Arte           |
| Ayakashi Triangle          | 2020-2023 | Creador y Arte |